# Gaberkirche
Die Gaberkirche bei Luden in Niederösterreich ist der am besten erhaltene Überrest der verfallenen Burg Gaber. Die Ruine steht unter Denkmalschutz (Listeneintrag).

## Geschichte und Beschreibung
Die um 1300 errichtete Burg Gaber wird bereits im 15. Jahrhundert als verödet gemeldet. Da die am besten erhaltenen Mauern von der ehemaligen Burgkapelle stammen, hat sich allgemein die Bezeichnung Gaberkirche eingebürgert, die auch auf Landkarten Verwendung findet.
In der 1911 erschienenen Österreichischen Kunsttopographie werden die Überreste des Langhauses der Burgkapelle als teilweise erhaltene Westwand, vollständig erhaltene Südwand und nur noch aus der Grundmauer der Nordwand bestehend beschrieben.
Die Westwand verfügte über eine segmentbogenförmige Türöffnung. In der südseitigen Mauer wurden ein steingefasstes quadratisches und ein schmales spitzbogiges Fenster eingebaut.
Der einspringende Chor verfügte ebenfalls über spitzbogige Fenster.
An der Innenseite der Gaberkirche blieben die Ansätze von drei zusammengefassten Rippen ebenso die Reste des Triumphbogenansatzes erhalten.
Die seltener auch als Gaberwaldkirche bezeichnete Ruine soll auch ein nur regional bekannter Wallfahrtsort gewesen sein.